# Suzie Pollard
Suzie Pollard, född 13 oktober 1980 i Oshawa i Ontario i Kanada, är en kanadensisk skådespelare. Hon är känd för rollen som Dawn Preston i TV-serien Beyond the Break.